# Съвет за попечителство на ООН
Съветът за попечителство на ООН (на английски: United Nations Trusteeship Council‎; на френски: Le Conseil de tutelle des Nations unies) е един от основните органи на Организацията на обединените нации, който е създаден, за да упражнява надзор върху управлението на подопечните територии, поставени под режима на международната система за попечителство.
Съветът се направлява от Общото събрание и надзирава администрацията в териториите под попечителство чрез отделни споразумения с управляващите ги държави. Съветът за попечителство спира работата си на 1 ноември 1994 г., след като всички 11 области под грижите получили независимост, последна от тях – Палау – 1 октомври 1994 г. След приключване на работата на Съветът за попечителство Кофи Анан (Седми генерален секретар на Организацията на обединените нации (1997 – 2006 г.), предлага този орган на ООН да се превърне във форум за колективни грижи за околната среда.

## Същност
Самото създаване на Съвета за попечителство цели да осигурява международно наблюдение върху всички 11 тръст територии, които са под контрола на седемте държави членки. Също така да гарантира и че техните правителства полагат необходимите усилия за подготовка на тези области за самоуправление или независимост. От 1994 г. всички подопечни територии са преминали към: самоуправление, независимост, самостоятелни държави, или чрез присъединяване към съседни независими държави. Последната присъединила се тръст територия към тях е Палау (Тихоокеански острови), под контрола на САЩ и се превръща в 185-ата членка – член на Организацията на обединените нации.
След разпадането на Съвета за попечителство остават пет постоянни членки, образуващи Съвета за сигурност. В своя процедурен правилник са изменени, така че да може да провежда заседанията си само в тези случаи, когато обстоятелствата го налагат.

## Съвременен статус
Съветът за попечителство спира работата си на 1 ноември 1994 г. С решение, прието на 25 май 1994 г. Съветът прави изменение в своя процедурен правилник като се откаже от задължението членовете да организират срещи всяка година. Споразумяват се срещите да бъдат по инициатива на председателя, по искане на мнозинството членове или по решение на Общото събрание или по искане на Съвета за сигурност.

## История
Съветът за попечителство като един от основните органи на Организацията на обединените нации, е натоварен със задачата да упражнява надзор върху администрацията на тръст територии, поставени под система за попечителство. Основните цели на системата са за насърчаване развитието на жителите на подопечните територии и техния стремеж към самоуправление или независимост. Съветът за попечителство се състои от петте постоянни членки на Съвета за сигурност – Китай, Русия, Великобритания, САЩ и Франция. Целите на системата за попечителство са постигнати, когато всички тръст територии са достигнали самоуправление или независимост като отделни държави или чрез присъединяване към съседни независими държави.

## Функции и правомощия
В съответствие с Устава попечителство, Съвета е упълномощен да разглежда и обсъжда докладите на административната власт в политическия, икономическия, социален и образователен напредък на народите в тръст териториите. След консултации с административната власт се разглеждат молби от подопечните територии и се предприемат периодични и извънредни специални мисии с цел наблюдение.